# Dayah Menara
Dayah Menara is een bestuurslaag in het regentschap Pidie van de provincie Atjeh, Indonesië. Dayah Menara telt 663 inwoners (volkstelling 2010).